# Sinkopa kod starih
Sinkopa kod starih je prolazni gubitak svesti zbog tranzitorne globalne hipoperfuzije mozga koji se karakteriše naglim nastankom, kratkim trajanjem i spontanim potpunim oporavkom.

## Epidemiologija
Prema podacima iz Framinghajmske studije incidenca sinkope naglo raste nakon 70. godine života, sa 5.7 događaja na 1000 osoba godišnje kod muškaraca starosti 60–69 godina, na 11.1 kod muškaraca starosti 70–79 godina. Međutim, kod starijih adulta i starih osoba (>60 god.) kumulativnu incidencu sinkope je sve teže odrediti zbog pristrasnosti u sećanju na epizode nesvestice koje su se dogodile decenijama ranije.
Broj hospitalizacija u vezi sa ortostatskom hipotenzijom se uvećava progresivno sa godinama starosti i iznosi: 
- 4.2% kod bolesnika starosti 65–74 godine
- 30.5% kod bolesnika starijih od 75 godina,
- 25% kod simptomatskih bolesnika, u vezi sa starenjem.[3]

## Etiopatogeneza
Najčešći uzroci sinkope kod starih bolesnika su:
- Ortostatska hipotenzija - koja je često posledica uzimanja nekih lekova ili primarne ili sekundarne atrijalne fibrilacije. Sistolna hipertenzija u ležećem položaju je često prisutna kod starih bolesnika sa ortostatskom hipotenzijom i komplikuje lečenje, uzimajući u obzir da većina lekova koji se koriste za lečenje ortostatske hipotenzije pogoršavaju hipertenziju i obrnuto.[4]
- Refleksna sinkopa -  kod koje je vazodepresorni odgovor kod starih bolesnika javlja gotovo sa jednakom učestalošću, ali je njegova potencijalna uloga kod sinkopa manje jasna.[5][6]
- Sindrom karotidnog sinusa - koji se manifestuje kardioinhibitornim odgovorom je uzrok simptoma kod čak do 20% starih bolesnika sa sinkopom.[7][8]
- Poremećaji srčanog ritma - kao različite forme mogu postojati udruženo kod istog bolesnika, što otežava postavljanje dijagnoze.[9]
- Fokalna neurologija sa sinkopom - javlja se kod prolaznih ishemijskih napada ili moždanih udara, u kojima se sinkopa smatra međusobno isključivim manifestacijama. Međutim, jedna nedavna serija izvestila je da je 5,7% pacijenata sa sinkopom doživelo žarišne neurološke događaje u vreme sinkope ili pre sinkope. Svest o ovom fenomenu je važna kako bi se sprečila pogrešna dijagnoza moždanog udara i neodgovarajuće povećanje doza antihipertenzivnih lekova, što bi dodatno pogoršalo hipotenzivne simptome.[10][11]

### Lekovi, polifarmacija i sinkopa
Polifarmacija je češća sa starenjem. Neki od najčešće prepisivanih lekova za sinkopu koji se koriste u kombinaciji su antihipertenzivi, anti-anginozi, antihistaminici, antipsihotici, triciklični antidepresivi i diuretici. Ovo izaziva bradikardiju, produženje QT intervala, OH i VVS. Interakcije sa lekovima takođe mogu izazvati sinkopu, posebno kod starijih pacijenata sa višestrukim morbiditetom i polifarmacijom.
Vremenska povezanost između početka ili promene leka i simptoma može biti očigledna iako napredovanje fizioloških promena povezanih sa uzrastom može izazvati sinkopu čak i uz dugotrajnu upotrebu lekova.
Povećan rizik i učestalost sinkope pri upotrebi tricikličnih antidepresiva, je prikazan u nekoliko studija.  Najčešći neželjeni efekat je hipotenzija, ali su takođe prijavljene bradikardija i tahikardija.

## Dijagnoza
Prateći standardizovan algoritam definitivna dijagnoza se može postaviti >90% starih bolesnika sa sinkopom.
Neki aspekti istorije bolesti, koje je nekada teško dobiti, od izuzetne su važnosti kod starih bolesnika. Sinkope koje se javljaju ujutru govore u prilog OH. Jedna trećina bolesnika starijih od 65 godina uzima tri ili više
propisanih lekova koji mogu doprineti pojavi sinkope. Pokazalo se da prekid njihovog uzimanja smanjuje recidive sinkope i padova.
Anamneza u vezi sa uzimanjem lekova treba da obuhvati vremensku povezanost sa uzimanjem leka. Anamneza takođe mora da obuhvati komorbiditete, povezanost sa fizičkom slabošću i lokomotornim invaliditetom. 
Kretanje, nestabilnost i spori zaštitni refleksi su prisutni kod 20–50% starih. U ovim okolnostima umerene hemodinamske promene, nedovoljne da uzrokuju sinkopu, manifestuju se padovima. Stoga je neophodno uzeti podatke od svedoka, iako ovo nije moguće u čak 60% slučajeva.
Kognitivna oštećenja su prisutna kod 5% starijih od 65 godina i 20% starijih od 80 godina. Ova pojava može oslabiti sećanje na pad ili sinkopu. Kognitivni status treba odrediti kao dodatak ostalim podacima (socijalne prilike, podaci o povređivanju, uticaj na samopouzdanje i sigurnost, sposobnost za obavljanje svakodnevnih aktivnosti).
Inicijalna evaluacija je dovoljna za postavljanje dijagnoze u manjem procentu nego kod mlađih bolesnika zbog toga što su simptomi koji sugerišu vazovagalnu sinkopu ređi kod starih bolesnika. Često je neophodna procena funkcije autonomnog nervnog sistema (masaža karotidnog sinusa, tilt test). Evaluacija neurološkog i lokomotornog sistema, uključujući i kretanje, kao i održavanje ravnoteže, korisna je. Ukoliko postoji sumnja na kognitivni deficit treba uraditi procenu mentalnog statusa (Mini Mental State Examination).
Preostala klinička i dijagnostička ispitivanja su ista kao kod mlađih bolesnika, izuzev masaže karotidnog sinusa u ležećem i uspravnom položaju. Neki važni aspekti dijagnostičkih testova i korišćenja uređaja kod starih pacijenata su navedeni u daljem tekstu: 
- ortostatska hipotenzija nije uvek reproducibilna kod starih pacijenata (naročito hipotenzija koja je povezana sa lekovima ili starošću), stoga merenje krvnog pritiska u cilju testiranja ortostaze treba ponavljati, najbolje ujutru i/ili neposredno nakon sinkope;
- od velikog je značaja korišćenje MKS, čak i kod nespecifičnog hipersenzitivnog karitidnog sinusa kod pacijenata bez istorije sinkope;
- za procenu refleksne sinkope kod starih pacijenata, tilt test je dobro podnošljiv i bezbedan, sa stopom pozitivnog odgovora sličnom onoj kod mlađih pacijenata, naročito nakon upotrebe nitroglicerina;
- 24-časovno praćenje krvnog pritiska može biti od pomoći ukoliko se sumnja na nestabilnost krvnog pritiska (izazvanog lekovima ili nakon obroka);
- zbog velike učestalosti aritmija, elektrokardiografija može biti od velike koristi kod starih pacijenata sa neobjašnjivom sinkopom.[20][21]

Ispitivanje osetljivih (slabih) starijih bolesnika Starost nije kontraindikacija za procenu i lečenje. Međutim, kod bolešljivih starih bolesnika, strogost protokola za evaluaciju zavisi od komplijanse, kao i od prognoze.
Evaluacija pokretnih, nezavisnih, kognitivno normalnih bolesnika mora se izvoditi kao i kod mlađih bolesnika.
Merenje ortostatskog krvnog pritiska, CSM i tilt test se dobro tolerišu, čak i kod osetljivih starih bolesnika sa neznatnim oštećenjem kognitivnih funkcija.
Kod osetljivih starih bolesnika postoji veliki broj faktora rizika, pa razlikovanje padova od sinkope može biti otežano. U jednoj skorašnjoj studiji simptomatski stari bolesnici sa kognitivnim oštećenjem imali su u proseku pet faktora rizika za sinkopu ili padove. Postoje dokazi da
modifikacija nekih kardiovaskularnih faktora rizika za sinkopu/padove smanjuje incidencu pojave ovih događaja kod starih osetljivih bolesnika, čak i onih sa demencijom, ali ne i kod institucionalizovanih starih bolesnika.
Uticaj hipotenzije i aritmije na kognitivno propadanje kod pacijenata sa demencijom ostaje nepoznat.

## Terapija
Osnovni cilj lečenja bolesnika sa sinkopom je:
- produženje životnog veka,
- smanjenje mogućnosti povređivanja i
- prevencija ponavljanja sinkopa.

Značaj i prioritet ovih različitih ciljeva zavisi od uzroka sinkope. 
Poznavanje uzroka sinkope ima ključnu ulogu u odabiru terapije. Onog trenutka kada je uzrok otkriven, sledeći korak je procena mehanizma koji dovodi do sinkope.
Ispitivanje uzroka i mehanizma sinkope se izvodi u isto vreme i može voditi različitim oblicima lečenja (ili odsustvu lečenja).
Na kraju, optimalno lečenje sinkope mora biti usmereno na uzrok globalne
hipoperfuzije mozga. Ipak, ukoliko je uzrok nepoznat ili ne reaguje na terapiju (ne postoji specifično lečenje za degenerativni AV blok), lečenje treba usmeriti na mehanizam koji je odgovoran za hipoperfuziju mozga
(pejsmejker terapija u gore navedenom primeru).
Okosnica lečenja bazira se na stratifikaciji rizika i identifikaciji specifičnih mehanizama kada je to moguće.

## Ekonomski problemi
Dijagnos ka i lečenje sinkopa su veoma skupi iz više razloga:
Prvi razlog
S obzirom na to da je sinkopa česta u opštoj populaciji, to neminovno dovodi do visokih direktnih kliničkih i indirektnih socijalnih troškova. Približno 1% prijema u službama hitne pomoći je zbog sinkope, a od njih 40% ostaje na bolničkom ispivanju i lečenju. U jednoj od većih studija viđeno je da je medijana boravka u bolnici 5.5 dana. Hospitalizacija predstavlja >75% od ukupnih troškova.
Drugi razlog
Širok spektar poremećaja može uzrokova sinkopu. Shodno tome, pokazalo se neefikasnim nepoštovanje publikovanih preporuka za evaluaciju bolesnika sa sinkopom. Odsustvo zlatnog standarda u postavljanju dijagnoze – testa koji je u stanju da omogući određenu, jedinu i jednostavnu dijagnostiku, uzrokuje upotrebu različih neadekvatnih dijagnos čkih testova („sačmarica“ pristup) što dovodi do prekomerne upotrebe medicinskih sredstava i većih troškova. Praćenjem dobro definisanog puta zbrinjavanja bolesnika sa sinkopom moglo bi se postići značajno poboljšanje u oblasti dijagnostike i ekonomičnosti.

## Prognoza
U prognozi (odnosno stratifikacije rizika) u vezi sa sinkopom, treba razmotriti dva bitna elementa:
Rizik od smrti i po život opasnih događaja
Strukturna bolest srca i poremećaj srčanog ritma (elektrike srca) su glavni faktori rizika za naprasnu srčanu smrt i ukupni mortalitet kod bolesnika sa sinkopom. Ortostatska hipotenzija kod starijih je povezana sa dvostruko većim rizikom od smrti zbog ozbiljnosti komorbiditeta u poređenju sa opštom populacijom.  Većina smrtnih slučajeva i loših ishoda pre su povezani sa ozbiljnim oboljenjem koje se nalazi u osnovi, nego sa samom sinkopom.
Rizik od ponavljanja sinkope i fizičkih povreda
U populacionim studijama jedna trećina ispitanika ima ponavljane sinkope tokom trogodišnjeg perioda praćenja. Broj sinkopa tokom života je najsnažniji prediktor recidiva sinkope. Kod bolesnika primljenih u službu urgentne medicine manje traume su registrovane kod 29.1% bolesnika, a veća trauma kod 4.7% bolesnika; najveća prevalenca je registrovana kod starih bolesnika (43%) sa sindromom karotidnog sinusa. Morbiditet je posebno visok kod starih bolesnika, počevši od gubitka sigurnosti, depresije, straha od padanja, do fraktura i posledične hospitalizacije.

## Literatura
- Srce i krvni sudovi Архивирано на веб-сајту  (2. фебруар 2023): Časopis Udruženja kardiologa Srbije, Heart and blood vessels: Journal of Cardiology society of SerbiaEditor in-chief Miodrag Ostojić, God. 2, Volumen 31, Broj 4 Beograd
- ESC Preporuke za dijagnostiku i lečenje sinkope (2009)The Task Force for the Diagnosis and Management of Syncope of the European Society of Cardiology (ESC)

## Spoljašnje veze
Mediji vezani za članak Sinkopa kod starih na Vikimedijinoj ostavi

|  | Molimo Vas, obratite pažnju na važno upozorenje u vezi sa temama iz oblasti medicine (zdravlja). |